# Râul Valea Bisericii, Cristur
Râul Valea Bisericii este un curs de apă, afluent al râului Cristur. 